# International Olympic Stadium
Das International Olympic Stadium (arabisch الملعب الأولمبي الدولي, DMG al-malʿab al-ūlimbī ad-duwalī) ist ein Fußballstadion mit Leichtathletikanlage in der libanesischen Stadt Tripoli. Es ist direkt am Mittelmeer gelegen und komplett mit Sitzplätzen ausgestattet. Der Fußballverein Tripoli SC trägt hier seine Heimspiele aus. Sie ist auch Spielstätte der libanesischen Rugby-Union-Nationalmannschaft.
Die Anlage war 2000 einer von drei Spielorten der 12. Fußball-Asienmeisterschaft. Mit 22.400 Plätzen (13.200 überdacht) war es das kleinste Stadion der drei Austragungsorte. Unter anderem gibt es einen V.I.P.-Bereich mit 675 Sitzplätzen, eine Pressetribüne, sechs Umkleidekabinen für Spieler und zwei für Schiedsrichter sowie einen Parkplatz mit 600 Stellplätzen.

## Spiele der Fußball-Asienmeisterschaft 2000 in Tripoli
- 13. Okt. 2000, Gruppe B:  Südkorea –  Volksrepublik China 2:2
- 13. Okt. 2000, Gruppe B:  Kuwait –  Indonesien 0:0
- 16. Okt. 2000, Gruppe B:  Volksrepublik China –  Indonesien 4:0
- 16. Okt. 2000, Gruppe B:  Südkorea –  Kuwait 0:1
- 19. Okt. 2000, Gruppe B:  Kuwait –  Volksrepublik China 0:0
- 23. Okt. 2000, Viertelfinale:  Iran –  Südkorea 1:2 n. G.G. (1:1, 0:0)